# Mountain View Cemetery (Oakland, California)
Il Mountain View Cemetery è un grande cimitero di Oakland in California.

## Storia
Creato nel 1863 a sentire il “California Rural Cemetery Act” del 1859, ebbe lo stesso architetto di altri progetti più famosi, come il Central Park: Frederick Law Olmsted.

## Progetto
Immerso nella natura si trova vicino al St. Mary's Catholic Cemetery e alla Chapel of the Chimes.

## Sepolture
Fra i personaggi sepolti nel cimitero si ritrovano:
- Edson Adams
- Washington Bartlett, sindaco di San Francisco e Governatore della California.
- Coles Bashford, Governarore del Wisconsin
- Alta Bates
- Cloe Annette Buckel, una delle prime dottoresse della California.
- Anthony Chabot, fondatore del Chabot Observatory.
- Moses Chase.
- Henry D. Cogswell, dentista.
- David D. Colton, omonimo della città di Colton.
- Ina Coolbrith, primo poeta laureatosi in California.
- Charles Crocker
- Generale Henry Brevard Davidson
- Alexander Dunsmuir, costruttore della Dunsmuir House
- Reverendo Henry Fowle Durant, primo presidente dell'Università della California - Berkeley
- Freda Ehrmann
- Joseph Stickney Emery, fondatore di Emeryville
- J. A. Folger
- Peter Folger,
- Marcus Foster
- Domingo Ghirardelli
- William M. Gwin, uno dei primi senatori degli Stati Uniti.
- Henry H. Haight, Governatore della California.
- A.K.P. Harmon
- John Coffee Hays, Texas Ranger e primo sceriffo di San Francisco.
- Anna Head, fondatore della Head-Royce School.
- David Hewes
- Andre Hicks Rapper californiano.
- Thomas Hill, artista.
- Henry J. Kaiser
- Generale Ralph Wilson Kirkham
- Joseph LeConte
- John Marsh, primo medico Americano in California.
- Bernard Maybeck, architetto.
- Samuel Merritt, primo sindaco di Oakland.
- C.O.G. Miller
- Julia Morgan, architetto.
- Frank Norris, autore.
- Rossell O'Brien, veterano della Guerra Civile Americana.
- Romualdo Pacheco, Governatore della California.
- George Pardee, Governatore della California.
- George C. Perkins, Governatore della California.
- Isaac Requa
- Jane K. Sather, donatore del Sather Gate e della Sather Tower all'Università della California - Berkeley.
- Francis K. Shattuck,
- William T. Shorey, l'unico cacciatore di balena afro-americano della costa del Pacifico.
- Elizabeth Short la “Dalia Nera”.
- Francis Marion Smith
- Josiah Stanford
- Generale Jeremiah C. Sullivan
- Maggiore Charles Lee Tilden
- Douglas Tilden, scultore.